# Koralówka szwedzka
Koralówka szwedzka (Ramaria suecica (Fr.) Donk) – gatunek grzybów należący do rodziny siatkoblaszkowatych (Gomphaceae).

## Systematyka i nazewnictwo
Pozycja w klasyfikacji według Index Fungorum: Ramaria, Gomphaceae, Gomphales, Phallomycetidae, Agaricomycetes, Agaricomycotina, Basidiomycota, Fungi.
Po raz pierwszy opisał go w 19815 r. Elias Fries, nadając mu nazwę Clavaria sueccica. W 1930 r. Marinus Anton Donk przeniósł go do rodzaju Ramaria. Synonimy:
- Clavaria circinans Peck 1887
- Clavaria suecica Fr. 1815
- Clavariella suecica (Fr.) P. Karst. 1881
- Merisma suecicum (Fr.) Spreng. 1827
- Ramaria circinans (Peck) Marr & D.E. Stuntz 1974
- Ramaria circinans var. anceps Marr & D.E. Stuntz 1974

Polską nazwę zaproponował Władysław Wojewoda w 2003 r.

## Budowa i rozwój
Morfologia
Trzon o grubości mniejszej niż 1 cm, owocniki małe, do 6 (–8) × 4 (–5) cm. Strzępki ze sprzążkami, zarodniki 8,2–9,3–10,5 × 3,3–4,1–5,0 µm, Q = 2,1–2,5.
Hodowla
Kolonia na agarze słodowym po sześciu tygodniach jest biała i osiąga średnicę 15 mm. Ma silny, słodki zapach gotowanych owoców. Brzeg białawy, wyraźny w zarysie; na zewnątrz na średnicy 1 cm nagi, wewnątrz coraz bardziej kosmaty, z losowo ułożonymi, wznoszącymi się (ale nie wyprostowanymi) strzępkami o długości do 2 mm; wewnątrz mniej lub bardziej gwałtownie kosmaty, pokrywający blok inokulum strzępkami powietrznymi o długości do 5 mm. Strzępki generatywne o średnicy do 3 µm, cienkościenne, z ziarnistą zawartością, z wyraźnymi, stałymi sprzążkami, rozgałęzione monopodialnie od sprzążek lub w ich pobliżu. Odgałęzienia często wąskie (średnica około 1,5 µm), często rozgałęzione, gałęzie krótkie i kołkowate (do 30 µm długości), rzadko rozgałęzione. Strzępki w odległości 5 mm od brzegu podobne, ale częstotliwość strzępek z krótkimi, przypominającymi kołki odgałęzieniami znacznie większa, a wzór rozgałęzień znacznie bardziej skomplikowany (ale nie tworzący plektenchymy). Strzępki gleocystydialne dwóch rodzajów: 1) normalnie, nienapęczniałe, strzępki ze sprzążkami i gleocystydialną zawartością i 2) często rozgałęziające się strzępki, napęczniałe do średnicy 12 µm, ze sprzążkami i z żółtawą, glecystydialną zawartością. Strzępki powierzchniowe w pobliżu inokulum lub na nim jak powyżej, ale częstotliwość występowania napęczniałych, kłębkowatych strzępek znacznie większa, a strzępki te splatają się w nieregularną plektenchymatyczną „skórę” pokrywającą blok inokulum.

## Występowanie i siedlisko
Władysław Wojewoda w 2003 r. przytoczył 2 stanowiska, w tym jedno dawne (1933 r.), w późniejszych latach podano następne.
Prawdopodobnie grzyb saprotroficzny rosnący na igłach jałowca, drzew iglastych lub pod karłowatymi wierzbami w strefach subarktycznych i subalpejskich.